# Ilex oligoneura
Ilex oligoneura är en järneksväxtart som beskrevs av Ludwig Eduard Loesener. Ilex oligoneura ingår i släktet järnekar, och familjen järneksväxter. Inga underarter finns listade i Catalogue of Life.